# Ratusz w Nowogrodźcu
Ratusz w Nowogrodźcu – został wzniesiony w roku 1795, w latach siedemdziesiątych XX wieku był przebudowany. Obecnie ratusz jest siedzibą władz samorządowych i administracyjnych miasta.

## Historia
Dwa poprzednie ratusze w Nowogrodźcu zostały zniszczone w pożarach w latach 1726 i 1742. Obecnie istniejący budynek został wzniesiony w latach 1793-1795 przez mistrza budowlanego Johanna Menzela z Bolesławca i cieślę Antona Cögehoera z Nowogrodźca, w miejscu wcześniejszych ratuszy. Budowla była restaurowana w roku 1880, a w latach siedemdziesiątych XX wieku została częściowo przebudowana.
 
Decyzją wojewódzkiego konserwatora zabytków z dnia 16 grudnia 1958 roku ratusz został wpisany do rejestru zabytków.

## Architektura
Ratusz jest budowlą wzniesioną na planie prostokąta, ma dwie kondygnacje, trzy trakty pomieszczeń i jest nakryty łamanym dachem naczółkowym. Główne wejście do budynku ulokowano w płaskim ryzalicie o trzech osiach, zwieńczonym schodkowym szczytem. Kondygnacje podzielone są gzymsem kordonowym, a naroża ujęto płaskimi lizenami.

Obecnie ratusz jest siedzibą władz samorządowych i administracyjnych Nowogrodźca.